# 塔圖阿水狼牙魚
塔圖阿水狼牙魚又可稱火尾水狼脂鯉，為輻鰭魚綱脂鯉目脂鯉亞目狼牙脂鯉科的其中一個種，分布於南美洲蓋亞那的奧里諾科河及亞馬遜河流域，體長可達45.5公分，棲息在河川底中層水域，生活習性不明。